# Myriocarpa filiformis
Myriocarpa filiformis là loài thực vật có hoa trong họ Tầm ma. Loài này được Rusby mô tả khoa học đầu tiên năm 1910.